# Harpymimidy
Harpymimidy (Harpymimidae) dinozaury z nadrodziny ornitomimozaurów. Żyły we wczesnej kredzie ok. 110-100 milionów lat temu na terenach dzisiejszej Azji (Chiny i Mongolia).

## Rodzaje
- beiszanlong (Beishanlong),
- harpymim (Harpymimus).